# 朝日町 (宇部市)
朝日町（あさひまち）は山口県宇部市の地名。住居表示施行地域。郵便番号は755-0041（宇部郵便局管区）。

## 地理
宇部市の中心市街地に位置する。西側に若松町、北側に島、北東側に南小串が接する。地域内は小串通り（宇部市道）で大きく東西に分けられ、西側には新川ふれあいセンターや渡辺翁記念会館、宇部市文化会館といった公共施設群、東側には中規模マンションや住宅、中小事業所等が立地する。
地区の北側を県道342号琴芝際波線が通っており、周辺は比較的交通量が多い。地区の中央部を通る小串通りは、1995年（平成7年）の再整備事業によって電線類地中化および歩道のインターロッキングブロック化、植樹帯の再構成（ヤナギをモミジバフウに植え替え）が行われた。
地区内は小串土地区画整理事業によって街路が整備され、地区の東側を流れる真締川に沿って真締川公園が整備されている。

## 歴史

### 沿革
- 1935年（昭和10年）10月 - 渡辺翁記念会館建設工事が着工。
- 1937年（昭和12年）
  - 4月 - 渡辺翁記念会館が竣工。
  - 7月 - 渡辺翁記念会館が開館。
- 1971年（昭和46年） - 小串土地区画整理事業により現在の街区が完成。
- 1976年（昭和51年）11月 - 渡辺翁記念会館の老朽化に伴う改修工事が竣工。
- 1979年（昭和54年） - 宇部市文化会館が開館。
- 1992年（平成4年）10月 - 渡辺翁記念会館の改修工事及び周辺（渡辺翁記念公園）整備工事着工。
- 1994年（平成6年）3月 - 渡辺翁記念会館改修工事竣工。
- 1995年（平成7年） - 小串通り再整備事業が完成。

## 主な施設

### 公共施設
- 宇部市新川ふれあいセンター
- 宇部市文化会館
- 宇部市立新川保育園
- 渡辺翁記念会館

### 公園
- 真締川公園
- 渡辺翁記念公園

## 交通

### 鉄道
- JR西日本宇部新川駅下車。

### 路線バス
- 宇部市交通局 「記念館前」バス停で下車。
- 船木鉄道 「記念館前」バス停で下車。